# Sunset Boulevard
Sunset Boulevard je ulice v západní části okresu Los Angeles County v Kalifornii. Je dlouhá přibližně 35 km, přičemž začíná v centru Los Angeles, vede přes Beverly Hills a West Hollywood a sahá až k Pacific Coast Highway na pobřeží Tichého oceánu.
Podle této ulice byl pojmenován film Sunset Blvd. Billyho Wildera z roku 1950 a muzikál Sunset Boulevard Andrew Lloyd Webbera z roku 1993.